# Ptilope à front d'or
Ptilinopus aurantiifrons
Espèce
Statut de conservation UICN

 LC  : Préoccupation mineure
Le Ptilope à front d'or (Ptilinopus aurantiifrons) est une espèce d’oiseaux appartenant à la famille des Columbidae.
Cet oiseau peuple l'archipel de Nouvelle-Guinée.